# Franz Sprinz
Franz Sprinz, född 9 februari 1904 i Friedrichshafen, död 21 juni 1975 i Friedrichshafen, var en tysk SS-Sturmbannführer. År 1942 efterträdde han Emanuel Schäfer som chef för Gestapo i Köln och organiserade deportationer av judar till Theresienstadt. Under andra världskrigets slutfas (januari – maj 1945) var Sprinz befälhavare för Einsatzkommando 10b inom Einsatzgruppe E, en mobil insatsgrupp som hade till uppgift att mörda judar och bekämpa partisaner i Kroatien. Sprinzs insatskommando opererade i området kring Osijek (Esseg). År 1954 dömdes Sprinz till tre års fängelse av en domstol i Köln.